# 馬國良 (清朝)
馬國良（？—1928年），男，回族，甘肅臨夏人，清代軍人。知名於鎮壓1895年至1896年撒拉族叛亂。

## 家族
父親馬占鰲，兄弟馬安良。长子马全钦。